# ArtBoom Festival
Festiwal Sztuk Wizualnych ArtBoom – cykliczne wydarzenie organizowane od 2009 roku przez Krakowskie Biuro Festiwalowe, prezentujące w Krakowie sztukę w przestrzeni publicznej. Ma charakter interdyscyplinarny i międzynarodowy – projekty łączą sztukę współczesną, performance, happening z muzyką i działaniami społecznymi. W związku z Festiwalem Artboom w przestrzeni Krakowa pojawiły się prace m.in. Jenny Holzer, Mirosława Bałki, Pawła Althamera, Pipilotti Rist, Romana Signera, Joanny Rajkowskiej, Roberta Kuśmirowskiego czy BLU.

## Idea
Elementami tworzącymi merytoryczny program Festiwalu są prace „site-specific”, realizowane przez zaproszonych artystów, kuratorów, aktywistów pozostające w ścisłym związku ze specyfiką różnych przestrzeni miasta Krakowa oraz program działań, performanców, spotkań, dyskusji dotyczący sztuki w przestrzeni publicznej i jej społecznego wymiaru. Festiwal wśród swoich założeń ma działania społeczne i wspólnotowe, inspirowane przez artystów, jak również współpracę z osobami zainteresowanymi poprawą jakości przestrzeni miasta, dyskusje i spotkania pozwalające na wypracowanie kompleksowej koncepcji działań przy kolejnych edycjach.
Konferencje oraz debaty o charakterze edukacyjnym, mają za zadanie uwrażliwiać na problematykę związaną z przestrzenią miejską, aktywizować środowisko osób zainteresowanych.
W czasie Festiwalu powstają realizacje artystyczne: rzeźby, obiekty, instalacje, murale, a także działania o charakterze efemerycznym, happeningowym. Idea Miastoporojektora, cyklicznych spotkań z mieszkańcami, architektami, studentami, osobami zainteresowanymi życiem miasta pozwalają stworzyć obraz koniecznych zmian w mieście, zlokalizować obszary zaniedbane. Wyniki tych debat i dyskusji mogą być później użyte do realizacji wybranych postulatów, przy planowaniu urbanistycznym, reformach komunikacyjnych w mieście, ale niestety nigdy nie są. Działanie sprowadzają się zawsze jedynie do wzbudzenia kontrowersji, w myśl założenia, im więcej osób zostanie obrażonych, tym większe zainteresowanie festiwalem uda się wzbudzić i uzasadnić wydanie sporych publicznych pieniędzy na jego realizację. Dyrektor artystyczną ArtBoom Festivalu jest Małgorzata Gołębiewska.
Partnerem Festiwalu jest powstała w 2006 roku Fundacja Wschód Sztuki, która zajmuje się jest promocją sztuki aktualnej oraz organizacją działań zmierzających do wzrostu wiedzy na temat kultury wizualnej, a także rozwoju środowisk twórców sztuki młodej generacji.

## Fresh Zone
Dzięki idei konkursu Fresh Zone, w programie festiwalu pojawiają się również realizacje najlepiej rokujących studentów szkół artystycznych z całej Polski. Spotkania z artystami i aktywistami mają na celu przybliżenie dzieciom i młodzieży najważniejszych aspektów współczesnej sztuki i jej roli w przestrzeni publicznej.

## Program Festiwalu

### 2009
| ArtBoom Festival 2009 | ArtBoom Festival 2009 | ArtBoom Festival 2009                                                                                                 | ArtBoom Festival 2009                                             | ArtBoom Festival 2009                                             |
| Rok                   | Artysta               | Nazwa projektu | Data                                                              | Miejsce                                                           |
| --------------------- | --------------------- | --- | ----------------------------------------------------------------- | ----------------------------------------------------------------- |
| 2009                  | Paweł Althamer        | Bractwo Lektyki | 17/06/2009                                                        | Rynek Główny – plac Centralny                                     |
| 2009                  | Mirosław Bałka        | AUSCHWITZWIELICZKA | 12–22/06/2009                                                     | plac Niepodległości                                               |
| 2009                  | Rahim Blak            | art world™ – prezentacja w modelu Pecha Kucha Wycieczka do korporacji Art World, czyli New Business dla Świata Sztuki | 11/06/2009 12/06/2009                                             | Pawilon Wyspiańskiego Supremum Group                              |
| 2009                  | Rafał Bujnowski       | Zemsta kobiety w centrum miasta                                                                                       | 12–22/06/2009                                                     | Stare Miasto, Podgórze, os. Podwawelskie                          |
| 2009                  | Brad Downey           | Śpiący policjant Wirujący śmietnik                                                                                    | 12–22/06/2009                                                     | plac Jana Matejki Planty Krakowskie                               |
| 2009                  | Karolina Kowalska     | Optical illusion WarSZAWA                                                                                             | 10–22/06/2009 12–22/06/2009                                       | Kraków Dworzec Główny PKP                                         |
| 2009                  | Norman Leto           | Rakieta | 9–22/06/2009                                                      | Planty Krakowskie                                                 |
| 2009                  | Teresa Murak          | Lady’s Smock | 12–22/06/2009                                                     | Wawel                                                             |
| 2009                  | Joanna Rajkowska,     | Spotkanie – współczesny artysta zaangażowany Wodnik                                                                   | 19/06/2009 12–22/06/2009                                          | Pawilon Wyspiańskiego Ujście rzeki Wilgi do Wisły                 |
| 2009                  | Marcin Ramocki,       | Brooklyn DIY Spotkanie z artystą                                                                                      | 13/06/2009 15/06/2009 17/06/2009 19/06/2009 21/06/2009 13/06/2009 | Kino Pod Baranami                                                 |
| 2009                  | Pipilotti Rist        | Open my glade | 12–22/06/2009                                                     | ul. Karmelicka/Krupnicza                                          |
| 2009                  | Jadwiga Sawicka       | Cytaty | 12–22/06/2009                                                     | Kraków                                                            |
| 2009                  | Roman Signer          | Instalacja | 12–22/06/2009                                                     | ul. Sławkowska / ul. Szczepańska                                  |
| 2009                  | Paul Slocum           | Audio Video Performance                                                                                               | 12-13/06/2009                                                     | Rynek Główny                                                      |
| 2009                  | Grzegorz Sztwiertnia  | Wehikuł czasu | 12–22/06/2009                                                     | Kraków                                                            |
| 2009                  | Julian Tomaszuk       | Boom Buttes Monteaux 3                                                                                                | 10–22/06/2009 12–22/06/2009                                       | plac Mariacki Muzeum Narodowe w Krakowie – Gmach Główny           |
| 2009                  | Twożywo               | Mural Siataniści | 12–22/06/2009                                                     | ul. Barska 63                                                     |
| 2009                  | Clemens von Wedemeyer | Metropolis, Report From China Otjesd                                                                                  | 14/06/2009 12–22/06/2009                                          | Kino Pod Baranami plac Jana Nowaka-Jeziorańskiego                 |
| 2009                  | Erwin Wurm            | APE | 12–22/06/2009                                                     | Mały Rynek – plac Nowy                                            |
| 2009                  | Zevs                  | Oryginalna kopia – LDV: Dama z gronostajem i torebką                                                                  | 12–22/06/2009                                                     | Muzeum Narodowe w Krakowie – Oddział Muzeum Książąt Czartoryskich |

### 2010
| ArtBoom Festival 2010 | ArtBoom Festival 2010 | ArtBoom Festival 2010                                                                                   | ArtBoom Festival 2010                                                                   | ArtBoom Festival 2010                                                      |
| Rok                   | Artysta               | Nazwa projektu                                                                                          | Data                                                                                    | Miejsce                                                                    |
| --------------------- | --------------------- | --- | --------------------------------------------------------------------------------------- | -------------------------------------------------------------------------- |
| 2010                  | Guy Ben-Ner           | Drop The Monkey Spotkanie z artystą                                                                     | 11-25/06/2010 11/06/2010                                                                | Pawilon Wyspiańskiego                                                      |
| 2010                  | Cezary Bodzianowski   | Bunker                                                                                                  | 25-27/06/2010                                                                           | Bunkier Sztuki                                                             |
| 2010                  | Grzegorz Drozd        | Listy do brata                                                                                          | 27/06/2010                                                                              | cały Kraków                                                                |
| 2010                  | Maciej Kurak          | Adin-dwa-tri                                                                                            | 10–24/06/2011                                                                           | plac Matejki                                                               |
| 2010                  | Robert Kuśmirowski    | Makieta projektu rozbiórki Spotkanie z artystą                                                          | 11–27/06/2010 25/06/2010                                                                | ul. Szeroka 32 Pawilon Wyspiańskiego                                       |
| 2010                  | Kobas Laksa           | LikeKonik – Cracow Fetish Tour 2010 Prezentacja stroju LikeKonik BDocumenting, Interacting and Settling | 12-13/06/2010, 18-19/06/2012 11–27/06/2010                                              | Rynek Główny w Krakowie Pawilon Wyspiańskiego                              |
| 2010                  | Gustav Metzger        | Project Stockholm, June (Phase 1)                                                                       | 11/06/2010 13/06/2010 15/06/2010 17/06/2010 19/06/2010 21/06/2010 23/06/2010 25/06/2010 | Punkt Informacyjny ArtBoom Tauron Festivalu                                |
| 2010                  | Raumlaborberlin       | LEM Monument                                                                                            | 11–27/06/2010                                                                           | zieleniec przy Wawelu od ul. Stradom                                       |
| 2010                  | Kerim Seiler,         | Hypnos (Situationist Space Program)                                                                     | 11–27/06/2010                                                                           | billboard na budynku przy ul. św. Wawrzyńca 39                             |
| 2010                  | Sergey Shabohin,      | Spotkanie z artystą Store                                                                               | 14/06/2010 11–27/06/2010                                                                | Instytut Historii Sztuki UJ Mały Rynek, plac Marii Magdaleny, Rynek Główny |
| 2010                  | Janek Simon           | Bzik Tropikalny                                                                                         | 12/06/2010 15/06/2010 17/06/2010                                                        | Muzeum Narodowe w Krakowie                                                 |

### 2011
| ArtBoom Festival 2011 | ArtBoom Festival 2011                                                                                       | ArtBoom Festival 2011 | ArtBoom Festival 2011                                                                      | ArtBoom Festival 2011 |
| Rok                   | Artysta | Nazwa projektu | Data                                                                                       | Miejsce |
| --------------------- | --- | --- | ------------------------------------------------------------------------------------------ | --- |
| 2011                  | BLU | mural | 10-24/06/2011                                                                              | kamienica ul. Józefińska 3 |
| 2011                  | Pavel Büchler                                                                                               | Teoria – niezrealizowany projekt | 10-24/06/2011                                                                              | Hotel Cracovia |
| 2011                  | David Černý                                                                                                 | (R)ewolucja: Wolność | 10–24/06/2011                                                                              | plac Matejki |
| 2011                  | Czajkowski ZBK Sławek                                                                                       | (R)ewolucja: Jest spokojnie | 10–24/06/2011                                                                              | kamienica na ul. Karmelickiej 28 |
| 2011                  | Florian Dombois                                                                                             | Szkieletor i Błękitek | 16–19/06/2011                                                                              | Szkieletor, Błękitek |
| 2011                  | Faus Pau, kurator: Kaja Pawełek                                                                             | ZOM: Kraków – Kraków ZOM: wykład: Urban approaches: BDocumenting, Interacting and Settling | 22-23/06/2011                                                                              | Dworzec Główny w Krakowie, Bunkier Sztuki |
| 2011                  | Lara Favaretto                                                                                              | Doing | 10–24/06/2011                                                                              | pod mostem Grunwaldzkim |
| 2011                  | Jenny Holzer                                                                                                | For Krakow | 10–24/06/2011                                                                              | Wawel |
| 2011                  | Marcin Maciejowski,                                                                                         | (R)ewolucja: Naród chce | 10–24/06/2011                                                                              | billboard na budynku przy ul. św. Wawrzyńca 39 |
| 2011                  | Massmix, | Pierwsza Krakowska Aukcja Street Artu | 12/06/2011                                                                                 | cały Kraków |
| 2011                  | Pomarańczowa Alternatywa                                                                                    | Pomarańczowa Alternatywa – happeningiem w komunizm | 19–30/06/2011                                                                              | Galeria Międzynarodowego Centrum Kultury |
| 2011                  | Konrad Pustoła, kurator: Bogna Świątkowska                                                                  | ZOM: dyskusja ZOM: Widoki władzy. Kraków ZOM: Widoki władzy. Władza widoków | 16/06/2011 16–30/06/2011                                                                   | siedziba fundacji No Local billboardy, cały Kraków Galeria ZPAF i S-ka w Krakowie |
| 2011                  | Natalia Romik i Ewa Rudnicka, kuratorzy: Stanisław Ruksza i Kuba Szreder                                    | ZOM: Klub Unplugged ZOM: Kobiety i mężczyźni chodzą tymi samymi ulicami ZOM: Orgia – akcja artystyczna Romana Dziadkiewicza ZOM: Piknik i otwarcie RUMB-u ZOM: Promocja książki Kraków kobiet z udziałem autorów ZOM: RUMB ZOM: RUMB w ramach Festiwalu PolTwór ZOM: RUMB w ramach Święta Cyklicznego ZOM: RUMB, rap, jazz, folk, eksperyment – piknik muzyczny na Nowej Hucie | 18/06/2011 19/06/2011 11/06/2011 14/06/2011 10-24/06/2011 13/06/2011 12/06/2011 17/06/2011 | łąka przy ul. Czarnogórskiej 10 start z placu Szczepańskiego Skałki Twardowskiego, Zakrzówek plac Szczepański Bulwar Czerwieński cały Kraków, plac Szczepański okolice Muzeum Etnograficznego Zbiornik Kultury łąka pomiędzy placem Centralnym i Łąkami Nowohuckimi |
| 2011                  | Martha Rosler , kurator: Pawełek Kaja                                                                       | ZOM: If You Lived Here… Revisited | 11/06/2011                                                                                 | Bunkier Sztuki |
| 2011                  | The BNNT | BNNT Sound Bombing | 19–24/06/2011                                                                              | niespodzianka |
| 2011                  | Zespół projektu, kuratorki: Małgorzata Mleczko, Patrycja Musiał, konsultant merytoryczny projektu: Jan Sowa | ZOM: Odgrody – wycieczki towarzyszące projektowi ZOM: Pamiętajcie o ogrodach ZOM: Prawo do miasta ZOM: Punkt Informacyjny Do Spraw Ogrodów Klasztornych | 24/06/2012 10-24/06/2012 15/06/2012 12/06/2012                                             | wyjście z Punktu Informacyjnego Do Spraw Ogrodów Klasztornych cały Kraków Punkt Informacyjny Do Spraw Ogrodów Klasztornych |

### 2012
| ArtBoom Festival 2012 | ArtBoom Festival 2012 | ArtBoom Festival 2012 | ArtBoom Festival 2012                                  | ArtBoom Festival 2012                                                                       |
| Rok                   | Artysta | Nazwa projektu | Data                                                   | Miejsce                                                                                     |
| --------------------- | --- | --- | ------------------------------------------------------ | ------------------------------------------------------------------------------------------- |
| 2012                  | Guerrilla Girls | Twórcze narzekanie w Krakowie Twórcze narzekanie w świecie sztuki i nie tylko… Estetyzuj swój gniew | 15-29/06/2012 16/06/2012 18/06/2012                    | Bunkier Sztuki Kino Agrafka                                                                 |
| 2012                  | Grupa Voina | Voina-Wanted w Krakowie | 15-29/06/2012                                          | Bunkier Sztuki + cały Kraków                                                                |
| 2012                  | Ai Weiwei | So sorry Fairytale | 16/06/2012 27/06/2012 18/06/2012 28/06/2012            | Kino Agrafka                                                                                |
| 2012                  | Mirosław Bałka, Kasia Redzisz | 21°15′00″E 52°06′17″N i okolice | 16/06/2012 28/06/2012                                  | Pawilon Wyspiańskiego                                                                       |
| 2012                  | Dorota Nieznalska | Kraków – Stolica Polskiej Pamięci | 15-29/06/2012                                          | plac Matejki                                                                                |
| 2012                  | Rafał Jakubowicz | Semperit 1936 | 15-29/06/2012                                          | Nowa Huta                                                                                   |
| 2012                  | Roman Dziadkiewicz & Ensemble | Odmieńcy (Wojna) Budowa tratw i elementów koczowiska Estetyka, czyli polityka przestrzeni miejskiej Miłość i rewolucja albo noc kupały Osiadanie na wyspie Rezydowanie Dzień niesubordynacji Joga na wyspie Finałowa eksplozja. Rave – generator energii ludzkiej | 20-29/06/2012                                          | Park Krakowski                                                                              |
| 2012                  | L.U.C. | PLANET L.U.C – FRUŃ ZA PASJĄ | 20/06/2012                                             | Forty Kleparz                                                                               |
| 2012                  | Piotr Wysocki, kurator: Stanisław Ruksza | TRANSEURO 2012 | 2/07/2012                                              | stadion WKS Wawel Kraków                                                                    |
| 2012                  | Karol Radziszewski, kurator: Wojciech Szymański | MS 101 | 17/06/2012 23/06/2012 24/06/2012 26/06/2012 27/06/2012 | 5 Wojskowy Szpital Kliniczny Pauza – kino18 Kino Agrafka                                    |
| 2012                  | M-city | mural – m-city 658 | 15-29/06/2012                                          | Dom Józefa Mehoffera – Oddział Muzeum Narodowego w Krakowie                                 |
| 2012                  | Małgorzata Markiewicz | Gombrowiczowi – Rodacy | 15-29/06/2012                                          | „Skwer Gombrowicza”                                                                         |
| 2012                  | Julita Wójcik, Jacek Niegoda | Kopiec Nieznanego Artysty, Nieznanej Artystki | 15-29/06/2012                                          | Kopiec Krakusa                                                                              |
| 2012                  | Piotr Łakomy, Bartek Buczek, kurator: Marta Kudelska | Muzeum: Twierdza!!! | 19/06/2012 20/06/2012 21/06/2012 24/06/2012 26/06/2012 | Muzeum Inżynierii Miejskiej                                                                 |
| 2012                  | Mateusz Okoński, kurator: Aneta Rostkowska | Puryfikacja Puryfikacja-dyskusja | 15-29/06/2012 30/06/2012                               | Wisła Barka Augusta                                                                         |
| 2012                  | Pikaso | mural – For god’s sake, cenzorship is everywhere | 15-29/06/2012                                          | kamienica ul. św. Wawrzyńca 5                                                               |
| 2012                  | Jakub Woynarowski, Aneta Rostkowska | CSW Zamek Wawelski | 29/06/2012                                             | Zamek Królewski na Wawelu                                                                   |
| 2012                  | Oleg Tcherny, Cyprien Gaillard, Alina Gutkina, Michał Hyjek, Paulina Pankiewicz, Mash SF, Maciej Stępiński, Karen Mirza and Brad Butler, George Barber, Dominika Olszowy, kurator: Piotr Sikora | Pustka. Ruch. Horyzont. | 17-29/06/2012                                          | CORT                                                                                        |
| 2012                  | Kolektyw roboczogodzina: Szymon Maliborski, Agnieszka Chudzicka, Michał Chudzicki | PUDŁO! Warsztaty Wybuch kreatywności | 22/06/2012 23/06/2012 24/06/2012                       | Fort 31 ‘Benedykt’ rzeźba M. Bałki ‘Auschwitz-Wieliczka’                                    |
| 2012                  | Cecylia Malik, Piotr Pawlus | Wodna masa krytyczna 6 Rzek 6 rzek – Instrukcja podróży | 22/06/2012 23/06/2012                                  | przystań przy moście Dębnickim pod mostem Grunwaldzkim Bunkier Sztuki                       |
| 2012                  | Krzysztof Mazur, kurator: Elżbieta Sala | Niewidzialni/niewidzialne (Pozdrowienia z Twierdzy Kraków!) | 15-29/06/2012                                          | MOCAK                                                                                       |
| 2012                  | Rafał Stanowski, Artur Wabik | kinoreAKTYWACJA | 25/06/2012 26/06/2012 27/06/2012 28/06/2012 29/06/2012 | dawne kino Sztuka dawne kino Atlantic dawne kino Wanda dawne kino Świt dawne kino Światowid |
| 2012                  | Dom Józefa Mehoffera | Street Art u Mehoffera… Czy to możliwe? | 23/06/2012                                             | Dom Józefa Mehoffera – Oddział Muzeum Narodowego w Krakowie                                 |
| 2012                  | Amnesty International Kraków | Broń pod Kontrolą Gra miejska | 15-29/06/2012 22-29/06/2012                            | Ulice Krakowa Forty Twierdzy Kraków                                                         |
| 2012                  | Honza Zamojski, Karol Radziszewski, Piotr Bosacki, prowadzenie: Alek Hudzik | Audio znaczy bardziej! O muzyce w sztukach wizualnych | 25/06/2012                                             | Pawilon Wyspiańskiego                                                                       |
| 2012                  | Galeria AS, Galeria Ersatz, Galeria Łączniki inne | Krakers | 14-16/06/2012                                          | Galeria AS, Galeria Ersatz, Galeria Łączniki inne                                           |
| 2012                  | Anna Czaban, Stach Szabłowski, Jakub Banasiak | NIE LUBIĘ – panel dyskusyjny o modelach krytyki artystycznej | 15/06/2012                                             | kawiarnia Czuły Barbarzyńca                                                                 |
| 2012                  | Magdalena Sroka, Jacek Maria Stokłosa, Mateusz Okoński, Cecylia Malik, Rafał Stanowski i Artur Wabik                                                                                            | debata – Sztuka w przestrzeni publicznej | 26/06/2012                                             | Gazeta Cafe                                                                                 |